# Kettenheim
Kettenheim település Németországban, Rajna-vidék-Pfalz tartományban. Lakosainak száma 321 fő (2023. december 31.).

## Népesség
A település népességének változása:
| Lakosok száma | 276  | 313  | 313  | 327  | 330  | 321  |
|               | 1975 | 2017 | 2019 | 2021 | 2022 | 2023 |